# Héctor Ricardo
Héctor Ricardo (San Nicolás de los Arroyos, 1 de enero de 1924 - Ibidem, 6 de septiembre de 1989) fue un futbolista argentino; se desempeñaba como arquero, y su debut profesional fue en Rosario Central. Se consagró campeón sudamericano con la Selección Argentina en 1945.

## Carrera

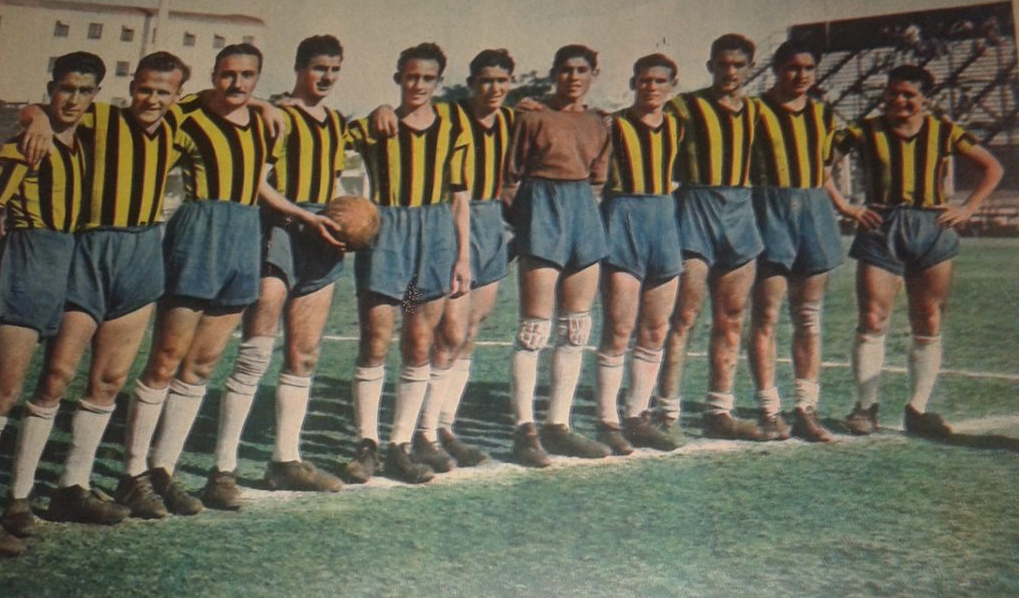
Rosario Central 1942. De izquierda a derecha: Bernardo Vilariño, Ernesto Vidal, José Casalini, Rubén Bravo, Ángel De Cicco, Juan Carlos Heredia (p), Héctor Ricardo, Alfredo Fógel, Rodolfo De Zorzi, Constancio Rivero, Waldino Aguirre.

Héctor Ricardo tuvo sus primeros partidos en la máxima categoría durante el Campeonato de Primera División 1940; debutó defendiendo la valla de Rosario Central en un encuentro ante Platense (derrota 2-1, por la 28.ª fecha).
En 1941 no sumó encuentros, y tras una mala campaña el canalla perdió la categoría. Durante el Campeonato de Primera B de 1942 peleó el puesto con Juan Martínez, disputando 11 partidos y formando parte del retorno centralista a Primera al coronarse en el torneo.
Entre 1943 y 1945 se erigió como titular indiscutido del equipo rosarino; sus buenas actuaciones, en especial junto a la zaga central compuesta por Rodolfo De Zorzi y Roberto Yebra, le valieron ser convocado a la Selección Argentina. Fue transferido a Racing Club para 1946 junto a Rubén Bravo y Yebra, dejando el club de Barrio Arroyito tras 98 presencias en el arco.

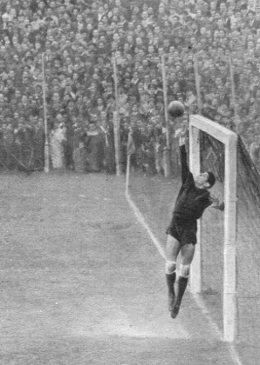
Héctor Ricardo en plena acción

En el elenco de Avellaneda sumó 15 partidos en dos temporadas; en 1948 pasó a Huracán formando parte de un trueque en el que lo acompañaron Juan Manuel Filgueiras, Héctor Uzal y Octavio Caserío, a cambio de los pases de Norberto Méndez, Llamil Simes y Juan Carlos Salvini. En el club de Parque Patricios disputó 99 encuentros durante cinco temporadas. Jugando para este club fue protagonista de un récord de expulsiones, ya que en el partido disputado el 20 de agosto de 1950 ante Vélez Sarsfield vieron la tarjeta roja los veintidós futbolistas tras desatarse una gresca entre los mismos.
Emigró al fútbol uruguayo en 1953, vistiendo la camiseta de Rampla Juniors. En 1954 fue incorporado por Boca Juniors; siendo valorado por su experiencia, jugó 5 partidos como titular, hasta que perdió el puesto a manos de Julio Elías Musimessi. Igualmente fue parte del equipo campeón del torneo de Primera División de ese año.

## Clubes
| Club            | País      | Año       |
| --------------- | --------- | --------- |
| Rosario Central | Argentina | 1940-1945 |
| Racing Club     | Argentina | 1946-1947 |
| Huracán         | Argentina | 1948-1952 |
| Rampla Juniors  | Uruguay   | 1953      |
| Boca Juniors    | Argentina | 1954      |

## Selección nacional

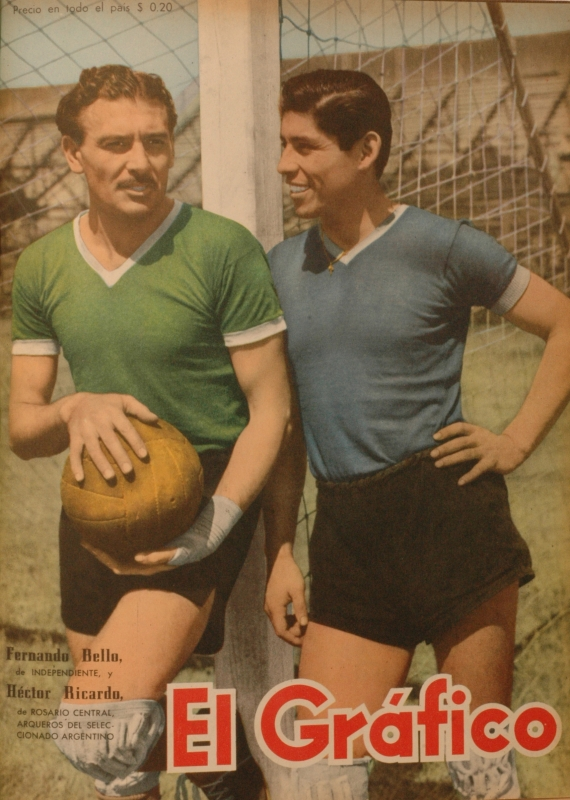
Fernando Bello y Héctor Ricardo, arqueros de la Selección Argentina en el Sudamericano 1945.

Disputó 7 encuentros con la albiceleste, con la que se coronó campeón del Campeonato Sudamericano 1945. Fue convocado por vez primera por el entrenador Guillermo Stábile para disputar la Copa Rosa Chevallier Boutell de 1945, en la primera de las dos ediciones con que este torneo contó durante ese año. Argentina se quedó con el trofeo al vencer a su contrincante, Paraguay en los dos encuentros.
Junto a Fernando Bello fue uno de los arqueros que integró el plantel argentino durante el Campeonato Sudamericano 1945, disputado en Chile. Ricardo fue titular en cuatro de los seis partidos de su equipo, estando presente en el encuentro en el seleccionado albiceleste se consagró campeón, asegurándose el primer puesto tras vencer a Uruguay 1-0 con gol de Rinaldo Martino.
Su último partido defendiendo la valla del elenco nacional fue ante Paraguay por la segunda edición de la Copa Rosa Chevallier Boutell disputada en 1945. Argentina cayó derrotada 5-1.

### Participaciones por torneo
| Torneo                               | Sede      | PJ | Resultado  |
| ------------------------------------ | --------- | -- | ---------- |
| Campeonato Sudamericano 1945         | Chile     | 4  | Campeón    |
| 1° Copa Rosa Chevallier Boutell 1945 | Argentina | 2  | Campeón    |
| 2° Copa Rosa Chevallier Boutell 1945 | Paraguay  | 1  | Subcampeón |

### Detalle de partidos
| Torneo                            | Fecha      | Estadio                     | Rival    | Resultado |
| --------------------------------- | ---------- | --------------------------- | -------- | --------- |
| 9.° Copa Rosa Chevallier Boutell  | 06-01-1945 | El Gasómetro, Buenos Aires  | Paraguay | 5-2       |
| 9.° Copa Rosa Chevallier Boutell  | 09-01-1945 | El Gasómetro, Buenos Aires  | Paraguay | 5-3       |
| Sudamericano 1945                 | 07-02-1945 | Nacional, Santiago de Chile | Colombia | 9-1       |
| Sudamericano 1945                 | 11-02-1945 | Nacional, Santiago de Chile | Chile    | 1-1       |
| Sudamericano 1945                 | 15-02-1945 | Nacional, Santiago de Chile | Brasil   | 3-1       |
| Sudamericano 1945                 | 25-02-1945 | Nacional, Santiago de Chile | Uruguay  | 1-0       |
| 10.° Copa Rosa Chevallier Boutell | 07-07-1945 | Nacional, Santiago de Chile | Paraguay | 1-5       |

## Palmarés

### Torneos internacionales
| Equipo    | Título                       | Año                |
| --------- | ---------------------------- | ------------------ |
| Argentina | Copa Rosa Chevallier Boutell | 1945 (9.ª edición) |
| Argentina | Campeonato Sudamericano      | 1945               |

### Torneos nacionales
| Equipo          | País      | Título           | Año  |
| --------------- | --------- | ---------------- | ---- |
| Rosario Central | Argentina | Segunda División | 1942 |
| Boca Juniors    | Argentina | Primera División | 1954 |